# Чхаукуотиу

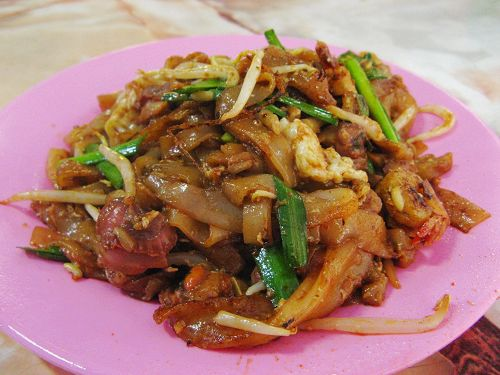
Чхаукуотиу

Чхаукуотиу (иер. трад. 炒粿條, упр. 炒粿条, йель: chaau2gwo2tiu4; малайск. и англ. Char kway teow) — блюдо малайской и сингапурской кухни из лапши. Имеет китайское происхождение, но в указанных странах считается национальным блюдом и пользуется большой популярностью в качестве уличной еды. Существует в нескольких, региональных вариантах.
Основным ингредиентом для приготовления блюда является китайская лапша шахэфэнь толщиной 1 см или 0,5 см (на севере Малайзии), которая обжаривается при очень высокой температуре (стир-фрай). Другими ингредиентами при приготовлении служат светлый и тёмный соевый соус, соус чили, устричный соус, креветочная паста, целые креветки, мякоть моллюсков, ростки зелёных бобов, нарезанный китайский лук.
Блюдо также часто подаётся с яйцами, нарезанными ломтиками, китайской колбасой, рыбными котлетами или другими ингредиентами. Традиционно чхаукуотиу жарится на свином жире с хрустящими кусочками свиного сала и подаётся на тарелке вместе с банановыми листьями. Добавление сладкого соевого соуса и креветочной пасты характерны для сингапурского варианта блюда.
Считается, что блюдо придумано в XIX веке китайскими переселенцами. Первоначально служило обычной закуской в среде чернорабочих, для которых по причине высокого содержания жиров и низкой стоимости было оптимальным источником восполнения питательных веществ. Этим блюдом часто торговали рыбаки и собиратели моллюсков, готовившие его по вечерам после рабочего дня и продававшие с уличных лотков. По причине высокого содержания жиров чхаукуотиу в современных Малайзии и Сингапуре имеет репутацию вредной еды.